# بخش خبر
بخش خبر(Khabr) یکی از بخش‌های شهرستان بافت در استان کرمان ایران با مرکزیت شهر کشکوییه است.

## جمعیت
براساس سرشماری مرکز آمار ایران در سال نود و پنج ، جمعیت بخش خبر ۱۶٬۰۱۲ نفر بوده‌است.

## تقسیمات کشوری
- بخش خبر
  - دهستان دشتاب
  - دهستان خبر

شهر : کشکوییه

## آب و هوا و اقلیم
آب و هوای این بخش در نواحی کوهستانی خبر(khabr) معتدل کوهستانی و در نواحی دشت مانند دشتاب ، معتدل خشک است.

## جاذبه های گردشگری
- پارک ملی خبر
- امامزاده سیدعلی موسی
- قلعه تاریخی دشتاب
- غار طرنگ
- چنارهای کهنسال گوشک

## بزرگ‌ترین پروژه گردشگری و اکوتوریسم خاورمیانه در خبر
پنجشنبه ۶ بهمن ماه ۹۵، بزرگ‌ترین پروژه گردشگری و اکوتوریسم خاورمیانه در پارک ملی خبر با حضور معصومه ابتکار معاون رئیس جمهوری و رئیس سازمان حفاظت محیط زیست کشور و مقدسی قائم مقام سازمان جنگل‌ها و مراتع کشور، رحمانی معاون سازمان میراث فرهنگی، صنایع دستی و گردشگری کشور کلنگ زنی با سرمایه‌گذاری ۳۰۰ میلیارد تومانی بخش خصوصی کلید خورد. چگونگی اجرای این پروژه سبب انتقادات فراوانی از سوی کارشناسان و روزنامه نگاران شده است